# 新興 (雲林縣臺西鄉)
新興，是臺灣雲林縣臺西鄉的一個傳統地域名稱，位於該鄉西部。相較於今日行政區，其範圍大致包括和豐村中北部、蚊港村南端中央偏西一小部分。

## 歷史
台灣清治末期，新興地區為一（舊制）街庄，稱為「新興庄」，隸屬於海豐堡。該庄北與蚊港庄為鄰，東與火燒牛稠庄為鄰，南邊為崙仔頂庄，西邊瀕臨台灣海峽。
1901年（日治明治三十四年）11月，全台廢縣廳改設二十廳，該庄隸屬於斗六廳。1903年（明治三十六年）6月，該庄編入「崙仔頂區」，仍隸屬於斗六廳。1909年（明治四十二年）10月，合併二十廳為十二廳，崙仔頂區改隸屬於嘉義廳。1920年（大正九年），全台地方制度大改正，廢十二廳改設五州二廳，該庄改制為「新興」大字，隸屬於臺南州虎尾郡（新制）海口庄。
戰後海口庄改制為海口鄉，隸屬於臺南縣，大字亦改制為村。1946年9月，海口鄉拆分為臺西、東勢兩鄉，本地區隸屬於臺西鄉。1950年9月，雲、嘉、南分治，臺西鄉改隸屬於雲林縣。

## 聚落
本地區發展較早的聚落有新興、草藔等，在日治期初期的官方地圖上已有記載。今日新興聚落已被有才寮大排溝切割為頂新興（北側）、下新興（南側）兩聚落。此外，本地區尚有復興聚落。

## 交通
省道台61線又稱「西部濱海快速公路」，是新北市八里區至臺南市安南區的快速公路，尚未全線通車。南區路段大致以東北—西南走向經過本地區東南端。該道路在此地帶屬高架路段，在東鄰火燒牛稠地區境內湖仔內聚落北郊省道台17線路口暨鄉道雲117線起點路口設有湖仔內交流道。由此可快速前往台灣西海岸的南北各地。
省道台17線（崙豐路）又稱「西部濱海公路」，是臺中市清水區甲南至屏東縣枋寮鄉水底寮的幹道，大致以東北—西南走向與省道台61線併行且為其兩側平面車道經過本地區。由該道路向東北出境並經省道台61線湖仔內交流道後可前往麥寮鄉、大城鄉、芳苑鄉、福興鄉、鹿港鎮等地；向西南可前往臺西鄉市區、四湖鄉、口湖鄉、東石鄉等地。
鄉道雲3線是中山至崙仔頂的道路，大致以北北東—南南西走向蜿蜒經過本地區草寮聚落西郊，並在該處經過鄉道雲114-1線終點路口。由該道路向北北東可前往蚊港、許厝寮並止於許厝寮地區中山聚落東北郊的縣道154號路口暨鄉道雲1線轉角路口；向南南西可前往崙子頂（崙豐）並止於鄉道雲118線路口。
鄉道雲3-2線是蚊港至海口厝的道路，大致經過本地區西部復興聚落西郊。由該道路向北可前往蚊港並止於鄉道雲3線路口；向南可前往崙子頂地區西部、五條港地區西部、海口厝西郊並止於省道台17線路口。
鄉道雲114線是蚊港至湖仔內的道路，大致經過本地區東北部，並經過頂新興聚落及省道台17線（其上方為台61線高架道路）路口。由該道路向北可前往蚊港並止於鄉道雲3線路口；向東南東可前往火燒牛稠地區湖子內聚落，並止於聚落南側的鄉道雲117線路口。
鄉道雲114-1線是三姓寮至草寮的道路，其南側端點（終點）位於本地區草寮聚落西郊的鄉道雲3線路口。由此向東南東經草寮聚落北側後轉北北東，出境後可前往蚊港地區的三姓寮聚落並止於鄉道雲114線路口。
鄉道雲116線是南公館至火燒牛稠的道路，大致經過本地區東南部，並經過省道台17線（其上方為台61線高架道路）路口及下新興聚落。由該道路向西北微西可前往崙子頂（崙豐）地區北部的南公館聚落並止於鄉道雲3線路口；向東微南可前往火燒牛稠地區南部火燒牛稠聚落北北東郊，並止於鄉道雲117線路口。

## 學校
- 新興國小